# Département de Ledesma
Le département de Ledesma est une des 16 subdivisions de la province de Jujuy, en Argentine. Son chef-lieu est la ville de Libertador General San Martín.
Le département a une superficie de 3 249 km2. Sa population s'élevait à 75 716 habitants en 2001 et était estimée à 60 768 en 2005 par l'INDEC.

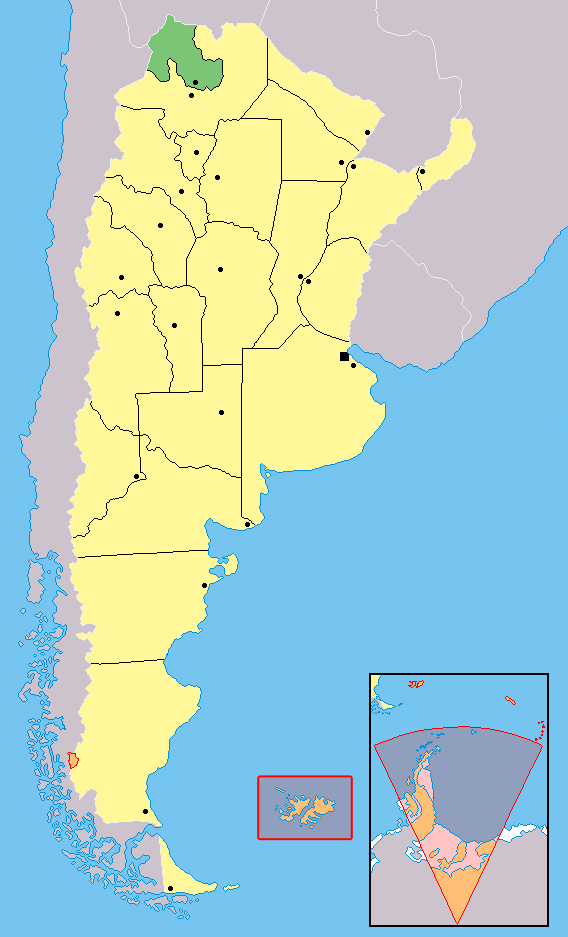
Localisation de la province de Jujuy en Argentine.

Son territoire comprend le rebord oriental bien arrosé de la cordillère de Calilegua (y compris le parc national Calilegua). Il s'étend aussi sur une partie de la vallée irriguée du Río San Francisco.
Une grande partie des habitants de Libertador General San Martin a travaillé ou travaille toujours dans la sucrière (la azucarera Ledesma), mais depuis quelques années, des cas de cancers du poumon, de carences respiratoires, de vieillissements et décès prématurés et autres maladies assimilées ont été détectés dont la cause et l'origine pourraient provenir du non-respect des conditions environnementales de la sucrière.
En décembre 2004, le docteur Olga Marquez Aredez lança un appel à la protection de la population contre la firme Ledesma et contre la province de Jujuy pour que l'entreprise cesse de contaminer de telle sorte les habitants. Elle mit en place ainsi un groupe engagé, un centre d'action populaire de défense des droits de l'homme dans la ville même de Libertador.
En novembre 2006, un des quatre juges du Tribunal Suprême de Jujuy, Dr. Héctor Tizon, vota pour admettre la protection nécessaire de la population.
En février 2008, la Cour Suprême de Justice de la nation refusa d'admettre les conséquences désastreuses de cette usine sur les habitants et s'opposa à toute forme de protection des habitants de Libertador General San martin. Un procès est en cours afin de dénoncer les conditions de travail et de traitement des déchets issus de cette usine, et également de défendre les droits humains des victimes de l'air ambiant, totalement contaminé et néfaste pour le corps humain.

## Villes et localités
- Caimancito
- Calilegua
- Fraile Pintado
- Libertador General San Martín, chef-lieu